# Bahrain
Bahrain (àrab: البحرين, al-Baḥrayn), oficialment el Regne de Bahrain (àrab: مملكة البحرين, Mamlakat al-Baḥrayn), és un estat insular del sud-oest d'Àsia, format per un arxipèlag d'unes 30 illes situat al Golf Pèrsic, prop de la costa de l'Aràbia Saudita, a la qual la uneix un dic artificial de 24 km; les illes principals són Al-Bahrayn i Al-Muharraq, unides també per un dic. La capital és Al-Manama.
Antic protectorat britànic, el 1971 es va declarar independent. És una monarquia hereditària encapçalada per la figura de l'emir.

## Història
Al-Bahrayn (literalment, ‘els dos mars’) fou el nom donat pels àrabs a la regió d'Aràbia oriental amb centre als oasis d'al-Katif i Hadjar. Sota influència otomana a partir del segle xvi la regió es va dir Al-Hassà.
En època clàssica el centre era el port de Gerrha de localització incerta. Fou poblada per les tribus dels Azd de Kahtan (la major part dels quals van emigrar a Oman) i després per la confederació dels Tanukh, formada probablement a la zona; emigracions més tardanes van portar als Tamin, Bakr i Taghlib (les dues darreres cristianes); al segle VII l'element dominant eren els Abd al-Kays del grup Adnan.
Els sassànides hi van estar pressents després del temps d'Artaxerxes I i al segle vii hi tenien un marzban. Vers el 630 fou conquerida per l'àrab Ala ibn al-Hadrami; en esclatar la Rida (apostasia) el 632 un descendent dels lakhmides va agafar el poder i va refusar reconèixer al califat però la major part dels Abd al-Kays, dirigits pel renegat cristià al-Djarud, es van mantenir fidels i Ala ibn al-Hadrami va poder derrotar els rebels a Djuwatha, un lloc de la regió. Les forces musulmanes van anar a l'illa de Darin (enfront de Katif) i segurament també a Uwal.
Avançat el segle VII els Khawaridj dirigits per Nadjda ibn Amir i Abu Fudayk van fer de la regió el seu bastió; els cristians i jueus encara tenien certa influència i els nestorians eren prou actius per tenir un sínode a Darin el 676.
El govern abbàssida es va introduir després del 750. Ali ibn Muhammad, el cap de la rebel·lió dels Zandj, era segurament un àrab dels Abd al-Kays de Bahrayn on hauria iniciat el moviment abans d'anar a l'Iraq. El 894/895 Muhammad ibn Nur, governador abbàssida de Bahrayn va dirigir una expedició contra l'imamat ibadita d'Oman.
Els càrmates van trobar molt de suport entre els beduïns locals. El 930 els càrmates es van apoderar de la Pedra Negra de la Meca i la van conservar a Bahrayn durant 20 anys. El califa At-Tàï els va derrotar el 988/989 però en van conservar el control almenys 65 anys més quan la regió fou visitada per Nasir-i Khusraw a la meitat del segle xi. Finalment foren derrotats el 1058/1059 per Abu l-Bahlul al-Awwam ibn al-Zadjdjadj que va restablir l'ortodòxia a Uwal en nom del califa. La tribu dels Amir de Rabia del grup Ukayl, que controlava l'illa en nom dels càrmates, va ser derrotada en un combat naval a Kaskus (illa enfront d'al-Katif) i en els següents anys la caiguda final dels càrmates va provocar l'ascens d'una nova dinastia local, els Uyúnides, família sorgida de la tribu Abd al-Kays, que tenien el suport dels seljúcides. Els Uyúnides van dominar generalment la regió de Bahrayn amb les illes, i van tenir capital a al-Katif.
Els Uyúnides van quedar debilitats per la revolta dels Amir de Rabia, i van ser substituïts pels Kaysàrides o Banu Kaysar de Djazirat Kays, a la part oriental del golf Pèrsic. El 1235 les illes i al-Katif foren ocupats pels salghúrides de Fars però el 1253 es van fer el poder a la regió els Usfúrides, un clan dels Amir de Rabia.
Al cap d'un temps els Tibis, prínceps mercaders de Djazirat Kays va restablir el control de la regió però la seva supremacia fou substituïda per l'eclosió d'Ormuz més a l'est. El rei d'Ormuz Tahamtan II va annexionar Djazirat Kays vers 1330 i al mateix temps Bahrayn. Al cap de 15 anys Turanshah d'Ormuz va visitar Bahrain on es parla per primer cop de Manama. A partir d'aquest moment generalment el nom de Bahrayn es va aplicar només a les illes.
A mitjans del segle xv els Amir de Rabia van originar la dinastia local dels Djabrites iniciada per Adjwad ibn Zamil, que es va estendre a les illes i va afavorir els malikites contra els xiïtes.
Els portuguesos van arribar a les illes i a la part continental de Bahrayn el 1514 i al cap d'uns anys se'n van apoderar amb l'ajut d'Ormuz, enderrocant a Mukrin, oncle d'Adjwad ibn Zamil. Els portuguesos van deixar el poder en mans de governadors perses durant prop de vuitanta anys; al segle xvii els otomans van disputar als portuguesos el domini. El 1602 l'Imperi Safàvida d'Abbas I el Gran es van apoderar de Bahrain que van conservar amb algunes interrupcions durant més de 150 anys fins que el 1783 s'hi van instal·lar els al Khalifa.

### Cronologia
- Lakhmides (vassalls sassànides) vers 350/400-602
- Sassànides 602-635
- Califat omeia 635-750
- Califat Abbàssida 750-945
- Càrmates 945-1070
- Uyúnides 1070-vers 1160
  - Abdullah ibn Ali al-Uyuni 1070-vers 1100
- Banu Kaysar o Kaysàrides vers 1160-1253
- Usfúrides 1253- vers 1300
- Tabis vers 1300-1330
- Regne d'Ormuz 1330-vers 1450
- Djabrites vers 1450-1523
  - Adjwad ibn Zamil vers 1450-?
  - Mukrin ?-1523
- Regne d'Ormuz 1523-1602
- Safàvides 1602-1638
- Otomans 1638-1795
- Xeicat d'al-Hasa dels Banu Khalid 1638-1695

## Geografia

Mapa de Bahrain

Bahrain és un emirat de la costa oriental de la península Aràbiga, al golf Pèrsic, situat entre els paral·lels 25º 32" i 26° 20′ de latitud nord i els meridians 50º 20" i 50° 50′ de longitud est.

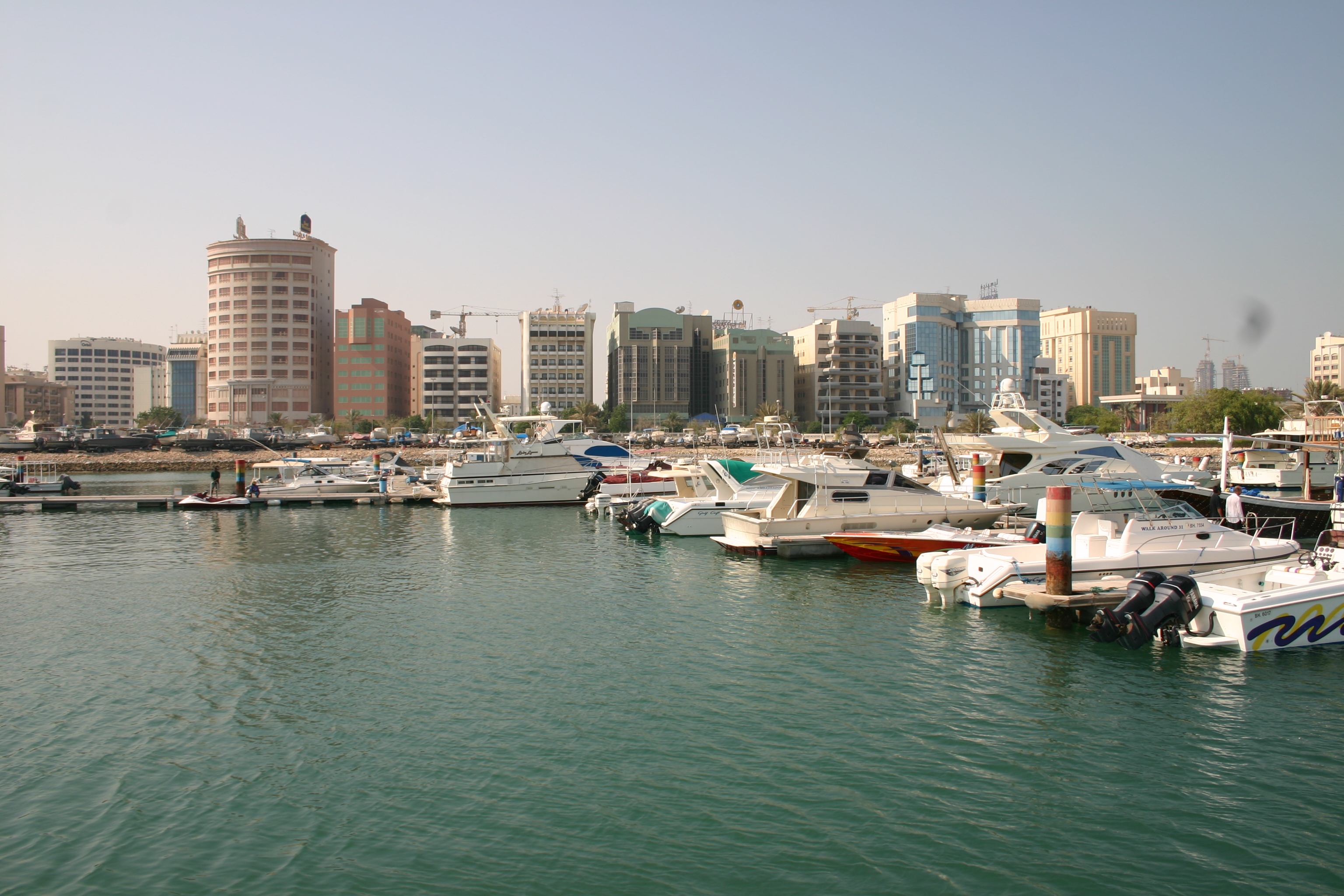
Al-Manama, capital de Bahrain.

Està constituït per un arxipèlag de 33 illes, de les quals les principals són l'illa de Bahrain, on hi ha la capital, Al-Manama, amb una grandària de 48 km de nord a sud i 16 km d'est a oest, i que representa el 85% de la superfície total de l'estat, i l'illa de Muharraq, de 18 km², unida a l'anterior per una carretera elevada sobre un moll enfront d'Al-Manama.
Altres illes de menor importància són les illes Hawar, amb 50 km², al davant de la costa de Qatar (país que en reclama la sobirania); la deserta illa de Umm Na'san (a la costa occidental de Bahrain), amb 19 km², unida amb l'illa de Bahrain i l'Aràbia Saudita amb la Calçada del Rei Fahd, i l'illa de Sitrah, de 10 km², situada a la costa oriental, que és on es concentra una important indústria. Sitrah està connectada per una carretera elevada a l'illa de Bahrain.

### Clima
El clima del Bahrain és calorós i humit. El millor període abasta els mesos entre novembre i abril, durant els quals la canícula dona pas a un temps més fresc. La mitjana de les temperatures és de 15 °C i el desert rep pluges suaus. La calor intensa comença al maig i dura fins a l'octubre. La temperatura mitjana és de 38 °C, tot i que es poden sobrepassar fàcilment els 43 °C. Les pluges són pràcticament inexistents, i les nits fredes.
| Paràmetres climàtics mitjans de Manama | Paràmetres climàtics mitjans de Manama | Paràmetres climàtics mitjans de Manama | Paràmetres climàtics mitjans de Manama | Paràmetres climàtics mitjans de Manama | Paràmetres climàtics mitjans de Manama | Paràmetres climàtics mitjans de Manama | Paràmetres climàtics mitjans de Manama | Paràmetres climàtics mitjans de Manama | Paràmetres climàtics mitjans de Manama | Paràmetres climàtics mitjans de Manama | Paràmetres climàtics mitjans de Manama | Paràmetres climàtics mitjans de Manama | Paràmetres climàtics mitjans de Manama |
| Mes                                    | Gen.                                   | Feb.                                   | Mar.                                   | Abr.                                   | Mai.                                   | Jun.                                   | Jul.                                   | Ago.                                   | Set.                                   | Oct.                                   | Nov.                                   | Des.                                   | Anual                                  |
| -------------------------------------- | -------------------------------------- | -------------------------------------- | -------------------------------------- | -------------------------------------- | -------------------------------------- | -------------------------------------- | -------------------------------------- | -------------------------------------- | -------------------------------------- | -------------------------------------- | -------------------------------------- | -------------------------------------- | -------------------------------------- |
| Font:                                  |                                        |                                        |                                        |                                        |                                        |                                        |                                        |                                        |                                        |                                        |                                        |                                        |                                        |

### Biodiversitat

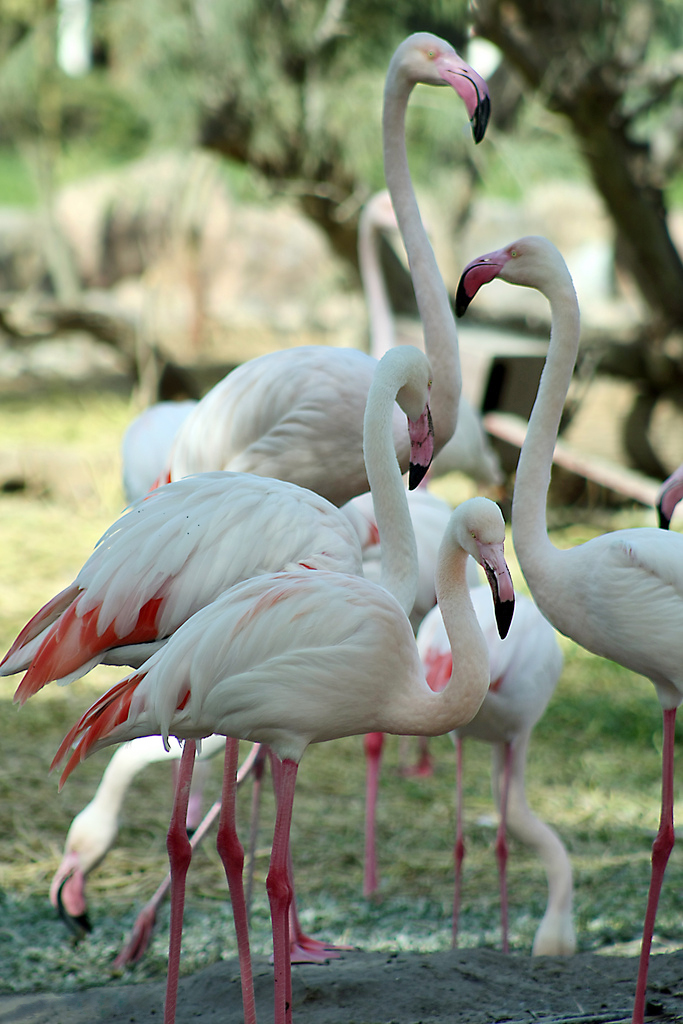
Flamencs rosats natius del Bahrain.

Hi ha més de 330 espècies d'ocells registrats a l'arxipèlag del Bahrain, 26 de les quals són endèmiques del país. Milions d'aus migratòries passen per la regió del golf durant els mesos d'hivern i tardor. Una de les espècies en perill és el pioc hubara, una au migratòria habitual a la tardor. Les múltiples illes i tranquil·les aigües de Bahrain són de vital importància per a l'alimentació de l'espècie del corb marí, i a les illes Hawar s'hi han registrat més de 100.000 parelles d'aquestes aus.
Només divuit espècies de mamífers han estat descoberts al Bahrain, animals com les gaseles, conills del desert i eriçons són comuns a la vida salvatge, però l'òrix d'Aràbia ha estat caçat fins pràcticament la seva extinció a l'illa. Unes 25 espècies d'amfibis i rèptils han estat registrades així com 21 espècies de papallones i 307 espècies de flora. Els biòtops marins són diversos i inclouen àmplies extensions de prats marins i planes de marea, amplis esculls de coral així com atols. Els prats marins són emplaçaments importants d'alimentació per a algunes espècies presents com els dugongs i les tortugues verdes marines. El 2003 el Bahrain prohibí la captura de sirenis, tortugues marines i dofins dins de les seves aigües territorials.
L'Àrea Protegida de les Illes Hawar proporciona terrenys amb una alta qualitat d'aliments per a una àmplia varietat d'aus marítimes migratòries, essent reconeguda internacionalment com un lloc d'ocells migradors. La colònia de Phalacrocorax a les illes Hawar és la més gran del món, i els grups de dugongs de l'arxipèlag formen el segon grup més gran de dugongs després del d'Austràlia.
El Bahrain té designades cinc àrees protegides, quatre de les quals són ambients marins:
- Illes Hawar
- Illa Mashtan, als afores de la costa del Bahrain
- Badia Arad, a Muharraq
- Badia Tubli
- Parc de la vida salvatge Al-Areen, que és un zoo i un centre d'acollida per a animals en perill d'extinció; és l'única àrea protegida en terra i també l'única que és gestionada cada dia.[5]

## Demografia
El 2007 Bahrain tenia 708.500 habitants. El 62,4% era nascuda al país i el 37,6% restant eren immigrants, sobretot africans i asiàtics. L'idioma oficial del país és l'àrab. L'esperança de vida mitjana és de 74 anys. El 89,1% de la població està alfabetitzada. La mitjana de fills per dona és de 2,57.
La religió oficial del Bahrain és l'islam, amb una població composta majoritàriament per xiïtes i sunnites, però hi ha minories petites de jueus i de cristians. Molts habitants del Bahrain són d'origen àrab, tot i que algunes tribus són d'origen persa. A diferència d'altres països àrabs, els ciutadans no musulmans poden professar llurs religions sense problemes i a tot el país; per exemple, darrerament s'hi han construït diverses esglésies.
Les comunitats actuals es poden classificar com els Al-Khalifa, tribus àrabs aliades a la família Al-Khalifa, els Baharnah (àrabs xiïtes), els Howilla (àrabs sunnites de Pèrsia), àrabs sunites (d'Aràbia), Akham (xiïtes perses), indis, que van arribar al Bahrain durant l'època del petroli (anomenats Banyan) i una petita comunitat jueva.

### Llengües
L'àrab és l'idioma oficial del Bahrain, tot i que l'ús de l'anglès és també prou popular. Entre els diferents dialectes de l'àrab el més parlat és el bahrainià, que difereix lleugerament de l'estàndard. L'àrab té un paper important en la vida política, atès que, segons l'article 57-C de la Constitució del Bahrain, un parlamentari ha de saber parlar fluidament en àrab per poder pertànyer al Parlament. Entre la població d'origen no-bahrainià moltes persones parlen persa, l'idioma oficial de l'Iran, o urdú, el del Pakistan. El malai i l'hindi també tenen una importància considerable en la comunitat índia. Moltes institucions comercials i senyals de trànsit són bilingües, perquè utilitzen tant l'anglès com l'àrab.

### Ensenyament
L'ensenyament és obligatori per als nens entre 6 i 14 anys. És un ensenyament gratuït per als ciutadans del Bahrain a les escoles públiques, a les quals el Ministeri d'Ensenyament proporciona llibres de text gratuïtament. La coeducació no és el sistema utilitzat en aquesta mena d'escoles, per això els nens i les nenes van a col·legis diferents.
A començaments de segle xx les escoles coràniques eren l'única manera d'ensenyament al Bahrain. Hi havia escoles tradicionals pensades per ensenyar als nens més joves la lectura de l'Alcorà. Després de la Primera Guerra Mundial el Bahrain començà a rebre influències occidentals i fou aleshores quan aparegué la demanda d'institucions educatives modernes. L'any 1919 marcà el començament del sistema modern d'escoles públiques al Bahrain quan s'obrí l'Al-Hidaya Al-Khalifia School, un centre escolar per a nens a la ciutat de Muharraq. El 1926 el Comitè d'Ensenyament inaugurà la segona escola pública per als joves a Manama, i el 1928 la primera escola per a nenes a Muharraq. A data del 2011 hi ha al país un total de 126.981 alumnes en escoles públiques.

## Economia

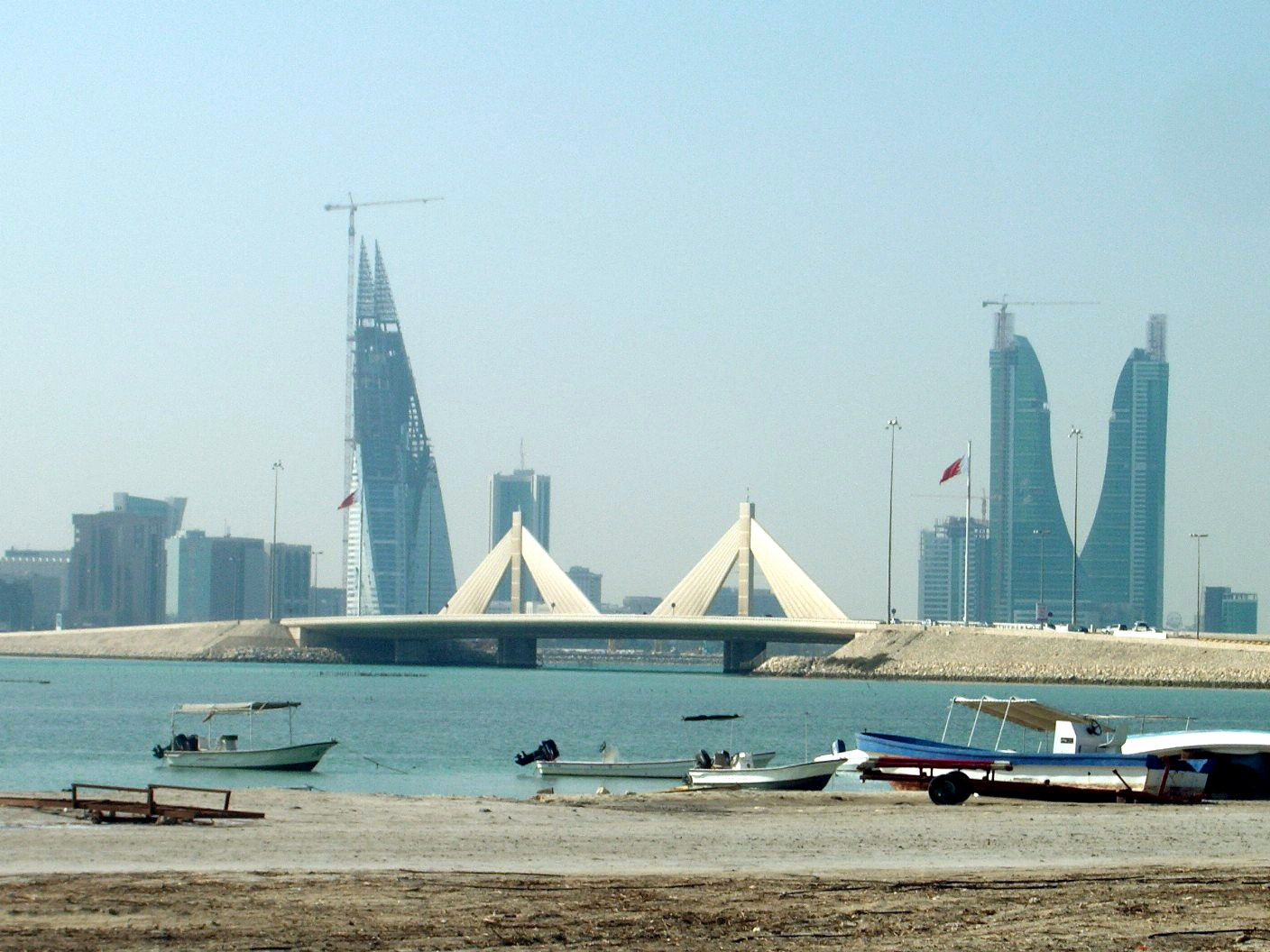
Edificis en Al-Manama.

Bahrain té una economia oberta. La seva moneda, el dinar, és la segona més valorada del món. Des del final del segle xx, el país realitza inversions en els sectors bancari i de turisme. Amb un sistema de telecomunicacions i transports ben desenvolupat, Bahrain és seu de diverses empreses amb negocis a la regió del Golf Pèrsic. El petroli és responsable per 70% de les rendes del govern, 60% de les exportacions i l'11% del producte intern brut.
Com a part dels seus esforços per construir una economia moderna, Bahrain va començar una sèrie de reformes laborals durant el govern del Ministre del Treball Majeed Al Alawi, amb la intenció d'adaptar el mercat laboral als estàndards internacionals. Bahrain pretén expandir les seves indústries d'alta tecnologia, inverteix en investigació i desenvolupament, i enforteix els seus avantatges competitius dins d'una economia global.
En 2006, es va anunciar que el Parc de Ciència i Tecnologia de Bahrain, una iniciativa de la Casa de Finances del Kuwait, seria reflex d'aquest esforç per crear una economia diversificada, proporcionant ocupacions d'alta qualificació per a treballadors locals i estrangers, proporcionant un lloc per a innovació i desenvolupament creatiu, que ha de portar beneficis directes a la nació illenca. La construcció del parc va començar l'any 2012, a un cost estimat en mil milions de dòlars.

## Cultura
El Bahrain s'acostuma a descriure com un "Orient Mitjà obert", atès que mescla una infraestructura d'una modernitat extrema amb una identitat definitivament persa, només que a diferència d'altres nacions de la zona, la seva riquesa no és només un reflex de la magnitud de la seva riquesa petroliera, sinó que està unida també a l'intercanvi econòmic amb l'Aràbia Saudita i la creació d'una població autòctona de classe mitjana. Aquest fet únic es tradueix en el fet que el Bahrain és més liberal que els seus estats veïns.
L'islam és la religió majoritària (65-70% xiïtes, i el 15% sunnita que té el poder), encara que també hi ha comunitats petites de religions diferents (10% de catòlics). Els bahrainians destaquen per llur tolerància, la qual cosa fa possible que hi hagi al país mesquites i esglésies.
El Bahrain fou el primer estat del golf que autoritzà la construcció d'un temple catòlic al seu territori, el Nadal del 1939; i el 2009 el rei del Bahrain, Hamad bin Isa al donà terrenys per a la construcció d'un altre terreny catòlic, després que el 18 de desembre Benet XVI rebés els credencials del primer ambaixador del Bahrain al Vaticà, Naser Muhamed Youssef al Belooshi.
També hi ha una sinagoga construïda per jueus de l'Iraq on hi havia una àmplia comunitat jueva fins a la creació d'Israel. A començaments del segle xx es traslladà al Bahrain juntament amb altres famílies originàries de Bagdad una comunitat jueva composta per unes 1.500 persones. La major part s'instal·là també a Israel, un cop les autoritats jueves promogueren la diàspora. Els 40 jueus que es quedaren al regne del golf pogueren practicar llur religió sense restriccions i disposaren d'una sinagoga i cementiri propi, tot i que no poden viatjar a Israel perquè encara no manté relacions amb el Bahrain.
Un altre tret que il·lustra l'estatus bahrainià quant a l'obertura té a veure amb el fet que és el país més prolífic en la publicació de llibres dins del món àrab, amb 132 títols publicats el 2005 per a una població de 700.000 habitants. En comparació, la mitjana del total de la comunitat àrab és de 7 llibres publicats per cada milió d'habitants el 2005, segons el Programa de les Nacions Unides per al Desenvolupament. Per habitant, a Bahrain es publiquen 27 cops més títols per habitant que a tot el món àrab en general.